# Перечин
Перечи́н (угор. Perecseny, нім. Perezindorf, словац. Perečín, Perečany) — місто в Україні, адміністративний центр Перечинської міської громади Ужгородського району Закарпатської області.  Вперше згадується у 1399 році. 
Статус міста з 2004 року (постанова Верховної Ради України № 1592-IV від 04.03.2004). Місто складається із 41 вулиці, двох площ, шести провулків. Населення 8,3 тис. осіб, що проживають на території 7,45 км². Це в основному українці, крім них ще проживають росіяни, словаки, угорці, німці, італійці, цигани та інші національності і народності. В місті діють понад півтора десятка підприємств, філії трьох банків, дві кредитні спілки, розвинена торговельна мережа, ряд закладів побутового обслуговування населення.

## Населені пункти
Перечинська міська громада утворена 18 травня 2017 року, шляхом об'єднання Сімерської, Сімерківської, Ворочівської, Зарічівської сільських рад. Адміністративний центр — місто Перечин. Площа — 31,713 км².
До складу громади входять 5 населених пунктів — 1 місто та 4 села.
| Населені пункти | Населення |
| м. Перечин      | 6691      |
| с. Сімер        | 1925      |
| с. Сімерки      | 932       |
| с. Ворочово     | 781       |
| с. Зарічово     | 2297      |

## Населення

### Мова
Розподіл населення за рідною мовою за даними перепису 2001 року:
| Мова            | Кількість | Відсоток |
| --------------- | --------- | -------- |
| українська      | 6644      | 94,64 %  |
| російська       | 239       | 3,41 %   |
| циганська       | 43        | 0,61 %   |
| угорська        | 26        | 0,37 %   |
| словацька       | 26        | 0,37 %   |
| румунська       | 4         | 0,06 %   |
| білоруська      | 4         | 0,06 %   |
| німецька        | 3         | 0,04 %   |
| інші/не вказали | 31        | 0,44 %   |
| Всього:         | 7020      | 100 %    |

## Географія
Місто Перечин розташоване на березі річки Уж та потоки Домарадж (завдовжки 6,6 км), яка формується з багатьох безіменних струмків. Бере початок на південному сході від гори Скала (766 м). Спочатку тече на південний схід, потім на південний захід через Перечин і впадає в річку Уж, ліву притоку Лаборцю. Перетинає Н13 і залізницю. На правому березі струмка розташована станція Перечин) та Вульшава (довжина потока приблизно 7,5 км. Формується з багатьох безіменних струмків. Бере початок на південному заході від гори Скала (766 м) в урочищі Вульшава. Спочатку тече на південний схід через місто Перечин, там повертає на південний захід і впадає в річку Уж, ліву притоку Лаборцю. Потік перетинає Н13 і залізниця) впадають в річку Уж. Недалеко від центру міста в річку Уж вливається річка Тур'я.
Через Перечин пролягає електрифікована залізнична лінія Самбір — Ужгород, на якій розташована однойменна станція.
Перечин — місто з кліматом м'яким, помірно-континентальним із надмірно достатнім зволоженням, нестійкою весною, неспекотним літом, теплою осінню і м'якою зимою.
Перечин лежить у межах Перечинської улоговини. Рельєф міста і його околиць різноманітний, майже 80 % площі становить гірська місцевість, лише 20 % — низовина.
Навкруг Перечина — гори. Серед них найбільшими є Плішка (779 м н. р.), Синаторія (776 м н. р.), Новосільська скала (776 м н. р.), Ясіня (654 м н. р.), Кичера (662 м н. р.). Вони вкриті різноманітною рослинністю, навколо гір — мальовничі ландшафти.
На території міста росте іменне вікове дерево - дуб Унгварі Лайоша.

## Назва міста
Неподалік від центру міста в річку Уж вливається Тур'я — річка, що вінчає Тур'янську долину. За однією із версій, можливо, саме перетин цих двох гірських водних артерій і послужив основою для походження назви міста.
Існують ще й інші думки щодо її походження. 
- Від прізвища землевласника — магната Переча.
- Від слова «перечити» (вирішувати спірні питання між мешканцями сусідніх сіл)
- Від слова «перечиняти» (заново переробляти).
- Здавна село поділяли на дві частини — «верхній кінець» та «нижній кінець». Саме нижню частину іменували прашницею, тобто висушеним болотом, яке при пересуванні по ньому значної кількості людей чи худоби здіймало велику, далеко видиму куряву. Отож дозорцям Невицького замку прашниця «перич» (спочатку) давала сигнал про наближення можливої небезпеки.

## Історія
Найдавніше поселення, виявлене на землях сучасного Перечина — поселення пізнього палеоліту (близько 20 тис. років тому). В північно-західній околиці селища, в урочщі Горби — знайдена курганна група ранньозалізної доби, що досліджувалася в 1922 році.
Перші писемні згадки про Перечин зустрічаються в грамотах, описах володінь, податкових даних 1266, 1399, 1425 років. 
Містечко було сформовано у період першої літописної згадки по Невицький замок 1317 року. Давній торговий шлях з Ужанської долини — пролягав через Перечин на Невицький замок.
Саме прашниця з Перечина давала знати дозорним Невицького замку про наближення ворожої кінноти здійнятою пилюкою — «перич» (спершу) сповіщало про небезпеку. 
В Ужанський комітат входили села Ужанської і Тур’янської долин. Наприкінці ХІІІ століття комітатом володів Пете, один із керівників повстання проти угорського короля Карла Роберта. Після придушення опору комітат потрапив у володіння Другета. Згідно з даними 1427 року, селяни були оподатковані від 30 наділів. У 1323—1691 роках Перечин входить у Невицьку домінію.
Завдяки чотирьом шолтесам, які залучили нових переселенців у Перечин, у 1599 році в містечку було 65 господарств. Відтоді в писемних джерелах латинської транскрипції воно відоме під назвами «Perech», «Perechnje», «Pereche».
В історії Перечина відомий повстанець-куруц Волкай, загін якого брав участь у селянській війні в Угорщині 1514 року. У 1631—1632 роках очолив повстанців опришок Пастеляк, а загін опришків Івана Беци наводив жах на польську шляхту та угорських магнатів. Між іншим родини Пете, Волкаїв, Пастеляків, Довбеїв, Ганчаків і понині проживають у Перечині.
У 1672 році війська правителя Верхньої Угорщини  — Імре Текелі спалили багато хат перечинських селян. У 1692—1693 роках Перечин пережив нашестя сарани, у 1695 році — тут вимерзло жито, у 1700—1703 роках лютував голодомор.
На межі XVI—XVII століть Перечин став одним із найбільших містечок Ужанщини. 
У зв'язку з неврожайними роками, поширення холери та війною 1703—1711 роках, населення Перечина різко зменшилося — податкові списки зафіксували тільки шість селянських і чотири желярські господарства. Після поразки визвольної війни проти Габсбургів, колишні володіння Другетів, які перейшли до Міклоша Берчені, головнокомандуючого куруцькими військами, конфіскували на користь австрійської казни. Була утворена Ужгородська казенна домінія, і всі кріпосні повинності виконувалися на її користь.
У 1631 році Ужанський комітат був поділений на два дистрикти або крайни: на Верхню (Верховину — processus superior) і Нижню (processus inferior). У 1671 році були утворені три дистрикти: Krajna superior seu Verchovina, Krajna mediocris seu Turjamente, Krajna inferior seu Ungmente. Відтоді Перечин став центром дистрикту Тур’янської долини, до якого увійшли сім навколишніх сіл.
У 1819 році у Перечині проживали 104 сім'ї — всього 674 мешканці, в 1829 році 895 мешканців. У 1752 році історичні джерела згадують перечинський дерев’яний Свято-Миколаївський храм, що мав два дзвони і всі належні ікони. Орієнтовно він був розташований там, де тепер на цвинтарі стоїть старовинний дубовий хрест. Сучасний мурований базилічний храм споруджено на горі Гурка. Поруч — одноярусна дзвіниця зі старовинними дзвонами.
Наприкінці XVIII—XIX століть Перечин втягується в ринкові відносини. Цьому сприяли недоторкані праліси та корисні копалини (мармур, каолін, вапняковий камінь, залізна руда). Значне місце займало виробництво поташу — мікрорайон Поташня. Швидко розвивається деревообробна промисловість. На тартаку виготовляли дошки, шпали, дранку, вікна, двері. У 1872 році відкрито початкову школу Перечина.
У 1872—1904 роках тривало будівництво залізничної лінії Ужгород — Перечин — Великий Березний. Це стало стимулом до спорудження в Перечині в 1893 році акціонерного лісохімічного заводу «Бантлін» — налагоджено виробництво деревного вугілля, спирту, ацетону. У 1898 році перевуглено 100 тисяч кубометрів дров. Для постачання букової деревини у 1897—1902 роках прокладено вузькоколійку по долині потоку Вулшава — 7,8 км. У 1913 році стала до ладу колія Перечин — Турянська долина — урочище Прелуки (завдожки 34 км).
У ХІХ — на початку ХХ століть в Перечині оселилися сім’ї фахівців — італійці, німці, угорці, словаки. У 1906 році лісохімзавод та італійські родини Гайотто, Меніс, Комінотто сприяв будівництву римо-католицького храму Св. Августина. Кам'яні мури синагоги будуються в 1903 році.
У 1928—1930 роках споруджено горожанську школу Перечина.
У 1930-х роках електрифіковано Перечин, облаштовано русло потоку Вулшава. У березні 1939 року, після боїв часів Другої світової війни, в Перечині розстріляно вісім січовиків і просвітян у Ворочові-Яслище. В пам'ять про полеглих тут встановлено Меморіальний хрест. 
У 1947 році Перечин набув статусу селища і районного центру, а статус міста Перечин отримав з 2004 року.
11 жовтня 2016 року шляхом об'єднання Перечинської міської ради та Ворочівської, Зарічівської, Сімерківської, Сімерської сільських рад Перечинського району утворена Перечинська міська громада.
19 липня 2020 року, в результаті адміністративно-територіальної реформи та ліквідації Перечинського району, місто увійшло до складу новоутвореного Ужгородського району.
26 травня 2022 року Перечинська міська громада позбулася усіх назв вулиць, які б нагадували про країну агресора. Відповідне рішення ухвалено на засіданні Перечинської міської ради.

## Відомі люди
- Лайош Унгварі (угор. Lajos Ungvári, Перечин, Закарпаття, 13 березня 1902 — Будапешт, 15 жовтня 1984) — відомий угорський скульптор. У 1953 році його було нагороджено премією Кошута, а в 1972 році — Золотою медаллю ордену праці. Він був членом Асоціації духовних художників та Асоціації нових художників. Його роботам притаманний традиційний історичний стиль.
- Бабич Іван Іванович (1983—2016) — солдат Збройних сил України, учасник російсько-української війни.
- Качала Іван — український політичний діяч, депутат Сойму Карпатської України.
- Кедюлич Іван — поручик Карпатської Січі, командир тактичних відтинків УПА ТВ-19 «Камінець» та ТВ-25 «Закарпаття»
- Кедюлич Панас — вояк Карпатської Січі, замордований угорськими окупантами 16 березня 1939 в місті Хуст
- Сивохоп Іван — вояк Карпатської Січі, розстріляний 18 березня 1939 року в районі Поташня, на березі Ужа
- Скаканді Юлій Юлійович (* 1945) — член Національної спілки художників України; спілки дизайнерів України. Народний художник України.
- Сливка Олександр Георгійович (* 1960) — вчений-фізик, доктор фізико-математичних наук, професор.
- Химинець (Кедюлич) Марія — заступник команданта організації «Жіноча Січ» у складі Карпатської Січі.

## Клімат. Рельєф

Гори біля Перечина (хребет Синаторія)

Перечин — місто з кліматом м'яким, помірно-континентальним із надмірно достатнім зволоженням, нестійкою весною, неспекотним літом, теплою осінню і м'якою зимою.
Перечин лежить у межах Перечинської улоговини. Рельєф міста і його околиць різноманітний, майже 80 % площі становить гірська місцевість, лише 20 % — низовина. 
Навкруг Перечина — гори. Серед них найбільшими є Плішка (779 м н. р.), Синаторія (776 м н. р.), Новосільська скала (776 м н. р.), Ясіня (654 м н. р.), Кичера (662 м н. р.). Вони вкриті різноманітною рослинністю, навколо гір — мальовничі ландшафти.

## Економіка
У Перечині зосереджена основна промислова база, яку представляють лісохімічна, деревообробна, машинобудівна, легка, поліграфічна, харчова галузі. Газопостачання міста повністю забезпечується від магістралі Уренгой — Помари — Ужгород.
Тут працює кабельне телебачення, діють відділення Укрпошти, відкрилися відділення «Нової пошти», а також операторів зв'язку «Укртелеком», «Інтертелком», «МТС», «Київстар», «Лайф» та інших.
У Перечині діють філії 3-х банків, кредитні спілки, розвинена торговельна мережа, ряд закладів побутового обслуговування населення, автозаправна станція.
У місті зареєстровано понад 200 суб'єктів різних форм господарювання, близько 500 приватних підприємців.
Є вільні виробничі площі, які значно розширилися після розформування військової частини. Міська рада, діючі підприємства та бізнесові структури ведуть пошук інвесторів, щоб залучити до продуктивної діяльності працьовитих людей, сповна використовувати наявні трудові ресурси.

## Соціальні сфери
На території Перечина діє ліцей імені героїв 68 батальйону, 3 дошкільні заклади освіти, дитяча школа мистецтв і дитячо-юнацька спортивна школи, будинок дитячої творчості.
Медичне обслуговування здійснюють районна лікарня, районна поліклініка та стоматологічна поліклініка.

## Туристично-рекреаційна сфера
Сприятлива екологічна ситуація, щедрі багатства природи, мальовничість ландшафтів, свіже повітря та інші фактори відкривають унікальні можливості для пріоритетного розвитку туристично-рекреаційної галузі. В місті є оздоровчий комплекс «Барвінок», розміщений у рекреаційному куточку Бобайово. Він здатний приймати до 200 дітей в одну зміну. У місті функціонує спортивний комплекс «Зоря».
Працює ресторан-мотель «Турянська долина», оформлений у стилі лемківської хати та характерний різноманітними стравами закарпатської кухні.
Популярним у мешканців і гостей міста є ресторан-мотель «Берізка», розміщений у самому центрі. 
Заклади громадського харчування: «Реторта», «Перечин», «Карпати», кафе-бар «Гостинний двір», корчма «Підкова», кафе «Олександр».
Туристи та гості міста можуть скористатися послугами магазинів «Городок», «Росинка», «Агнеса» тощо, магазину сучасної побутової техніки «Техностар», міні-маркету «Повна комора», нічного клубу «Авеню», салонів краси, банкоматами.

## Культура

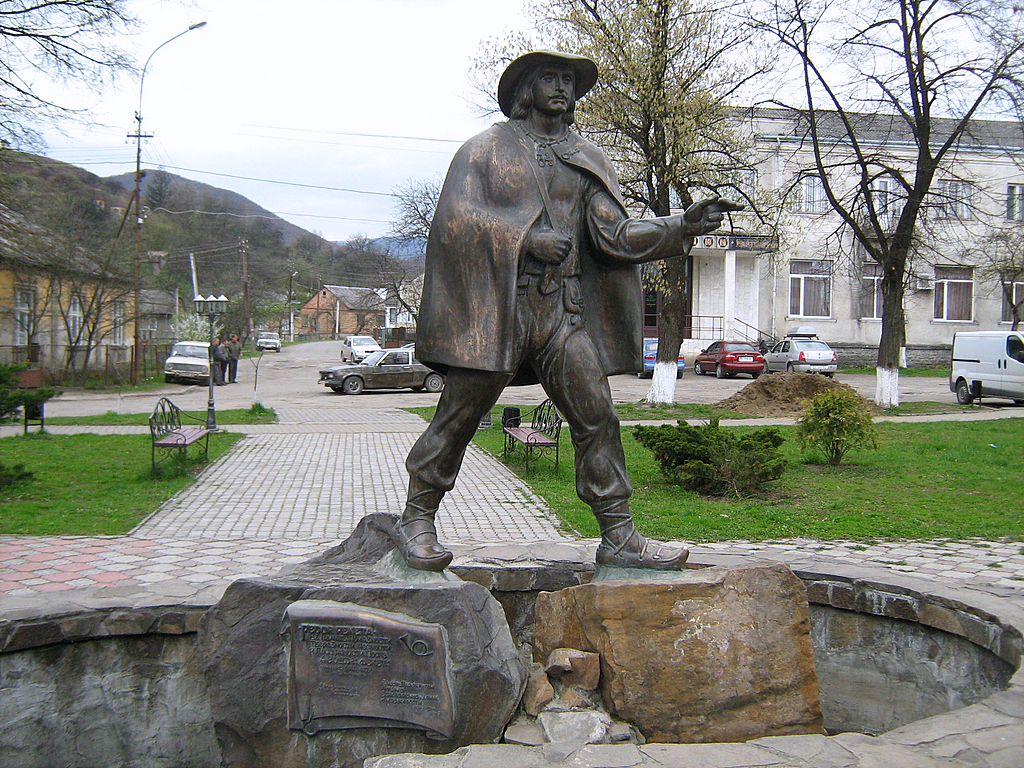
Пам'ятник листоноші Федору Фекеті, скульптор — Михайло Белень

В місті діють міський центр культури та дозвілля, бібліотека для дорослих і дітей. Діють товариства «Просвіта» імені Духновича, колективи художньої самодіяльності серед яких: самодіяльний народний оркестр народних інструментів, самодіяльний народний хор «Зорянка», муніципальний ансамбль «Нівроку».
У релігійних конфесіях міста працюють недільні школи, дитячі та церковні хори. Традиційно проводяться свята: День міста, різдвяно-новорічні святкування, День молоді, День Незалежності, День Перемоги, осінні та великодні ярмарки, виставки писанок, творів народно-прикладного мистецтва, конкурси красунь.
Перечинський напівмарафон Федора Фекете — один із найвідоміших в Україні.
У Перечині є ряд пам'яток історії та містобудування. 
Серед них:
- православний Свято-Миколаївський храм (1769 р.)
- римо-католицький храм св. Августина (1906 р.)
- монументальна дошка голові (бірову) Перечина 1932—1939 рр., провідному громадсько-політичному і культурному діячеві Закарпаття Івану Федоровичу Качалі
- будинок горожанської школи, збудований у 1928 році, де наразі знаходиться Перечинська ЗОШ
- залізничний вокзал станції Перечин
- ряд житлових будинків, збудованих на початку 1920-х років.

## Пам'ятники Перечина
- В центрі Перечина у 2004 році відкрито пам'ятник листоноші. Він славить подвиг поштаря Федора Фекети, який щодня розносив пошту, йдучи пішки від Ужгорода до Тур'їх-Ремет понад двадцять п'ять кілометрів. Автором скульптури є скульптор Михайло Белень, який високу майстерність, виявлену у роботі над цим твором, удостоєний звання «почесний громадянин Перечина».
- 9 квітня 2017 року в місті Перечин відкрили першу міні-скульптуру «Жабка», авторства М. Колодко. Скульптурка нагадує про гастрономічну історію жаб'ячих ніжок із Тур'я Ремети.
- 27 травня 2018 року у Перечині, в рамках святкування Дня міста, відкрили нову туристичну атракцію — міні-скульптурну композицію «Будинок Зубної феї».
- 6 грудня 2016 року в місті встановлено скульптуру Миколая Чудотворця, який є покровителем бідних і знедолених та під захистом якого є місто Перечин
- Найбільша скульптура в Україні — підкові. Висота підкови — 2550 мм, ширина — 2015 мм. Основа з каменю, приблизно 1 метр. Пам'ятник підкові виготовили у кузні «Три Івана» О. Путрашик. Дата встановлення — 7 липня 2010 року.

## Релігія
У 2002 році в місті  освячено новий греко-католицький Свято-Миколаївський храм. 
В центрі Перечина знаходиться каплиці Божої Матері та Хрест — святиня всіх релігійних конфесій, що розташовані на території міста.
У Великодню п'ятницю 2008 року було освячено Хресну Дорогу (Калварія), яка починається біля підніжжя гори Гурка і завершується на її вершині. На вершечку встановлено десятиметровий дубовий хрест — символ віри, взаєморозуміння та взаємоповаги. Саме звідси вусібіч відкривається панорама міста, яке видно з висоти пташиного польоту. Хресну Дорогу було збудовано приватним підприємцем, громадянином Словаччини Штефаном Вальо за власні кошти. Нині мешканці міста — вірники різних конфесій — завершують художнє оформлення каплиць, даруючи картини — ікони, які відображають шлях Ісуса Христа на Голгофу.
11 вересня 2016 року, в день пам'яті Усікновення чесної глави Пророка і Предтечі Христового Іоана, Святійший Патріарх Київський і всієї Руси-України Філарет звершив Чин великого освячення новозбудованого православного храму на честь Покрова Пресвятої Богородиці (вул. Покровська, 14). Поруч із храмом є також каплиця, у якій звершувалися богослужіння до побудови нового храму.
У храмі перебуває унікальна шанована святиня — мироточива ікона Господа Ісуса Христа.
У місті функціонують 3 громадські кладовища (в тому числі військове) та одне історичне юдейське. 
Про ратні подвиги у Перечині нагадують:
- обеліск слави на честь 30 воїнів-земляків, полеглих у роки другої світової війни (у центрі міста, споруджений у 1965 р.),
- пам'ятник визволителям міста від фашистських загарбників (на військовому кладовищі, зведений у 1947 р.),
- меморіальна дошка на честь безіменних воїнів, похованих на військовому кладовищі (відкрита тут у 2005 р.),
- пам'ятник полеглим воїнам АТО Перечинщини (на території Покровського храму, освячений єпископом Ужгородським і Закарпатським Варсонофієм 14 жовтня 2015 року в день свята Покрови Пресвятої Богородиці).

У мікрорайоні Яслище на місці, де 18 березня 1939 року було розстріляно 8 просвітян і січовиків, на березі річки Уж у 1991 році встановлено Хрест.

## Міжнародні зв'язки
Відповідно до угод про співпрацю Перечин багато років має контакти з містами-побратимами:
- Гуменне (Словаччина)
- Собранці (Словаччина)
- Глогув-Малопольський (Польща)
- Лежайськ (Польща).
- Дрієніца (Словаччина)
- Нодьечед (Угорщина)
- Мортф'ю (Угорщина)
- Світави (Чехія)
- Крива Паланка (Північна Македонія)
- Рускі Керстур (Сербія)
- Спішське Подградьє (Словаччина)
- Каманча (Польща)
- Радивилів (Україна)
- Краматорськ (Україна)

Налагоджено тривалі зв'язки з Данською благодійною організацією «Данська допомога сходу», неурядової організації «Баварська община», спілка «Допомога Україні» з Німеччини.

## Туристичні місця

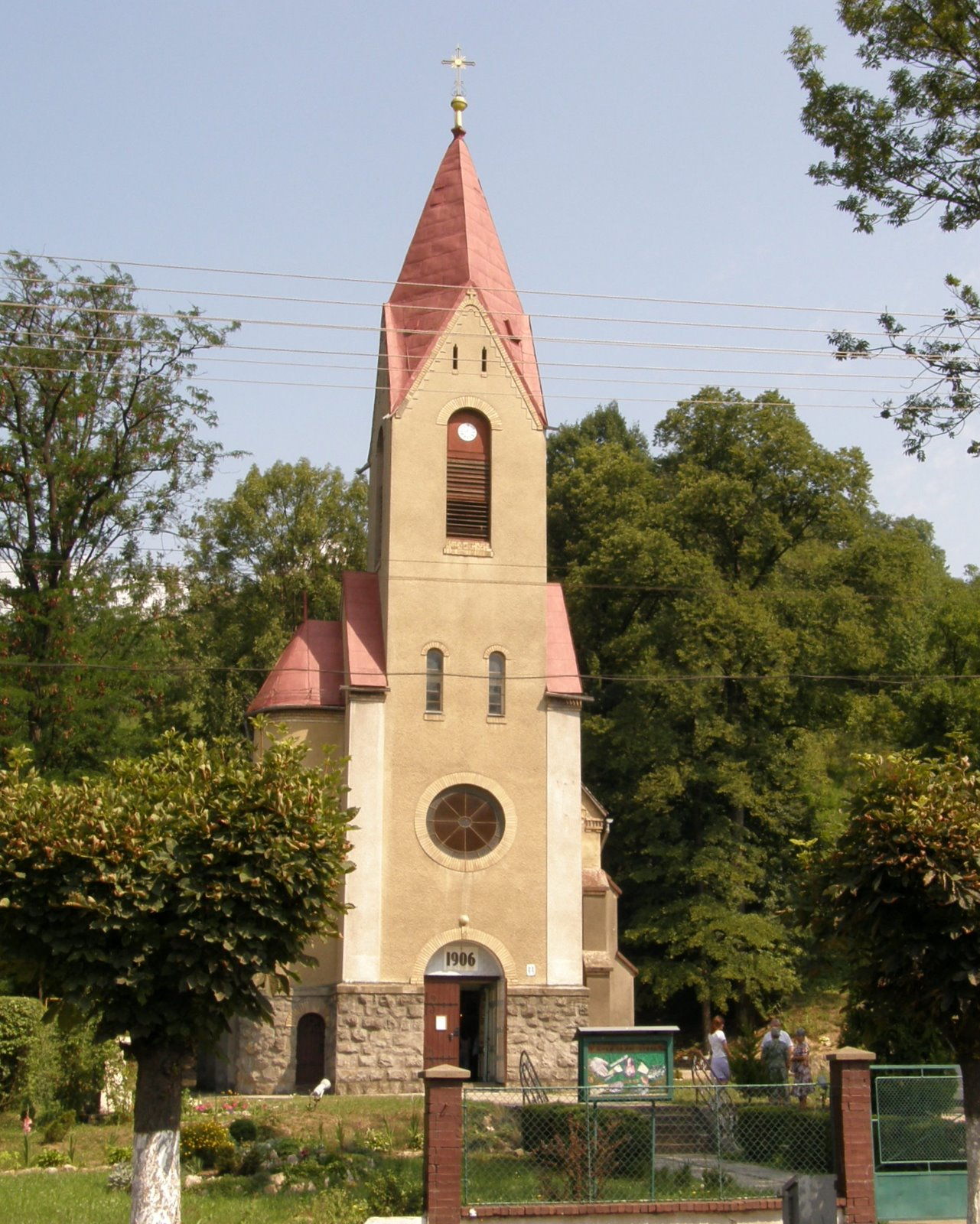
Римо-католицький храм св. Августина (1906)

- Лавандова гора - найбільша плантація  лаванди в Україні. Плантація троянди дамаської, жасмина
- Через місто проходить тематичний веломаршрут "Шлях Федора Фекети"
- Свято Миколаївський Православний храм (1769)
- Римо-католицький храм св. Августина (1906). У 1905 р. італієць Гайотто Франческо купує від родини Зіма Ференца земельну ділянку під будівництво костела. Костел був збудований і висвячений у день св. Августина 1906 р. Костел належить до еклектики[9].
- Будівля колишньої Єврейської синагоги; старий корпус загальноосвітньої школи; приміщення стоматологічної лікарні; цілий ряд житлових будинків кінця 19 і початку 20 сторіччя.
- дуб Унгварі Лайоша.
- У центрі Перечина у 2004 році відкрито і пам'ятник листоноші Федора Фекети
- міні-скульптура «Жабка»
- міні-скульптурна композиція «Будинок Зубної феї».
- скульптура Миколая Чудотворця
- Найбільша скульптура в Україні — підкові. Висота підкови — 2550 мм, ширина — 2015 мм. Основа з каменю, приблизно 1 метр.
- Перечинський напівмарафон Федора Фекете — один із найвідоміших в Україні

## Герб Перечина
У Перечина є власні прапор і герб, які були затверджені 1999 року. На гербі зображено дерево, що вкоренилося в ґрунт, рік першої згадки про місто (1399), а також сині смужечки річок Ужа і Тур'ї, русла яких зливаються на території міста.
Упродовж XIX ст. поселення користувалося гербом: поле герба дводільне горизонтально; у верхній частині — мурована церква, обсаджена з боків деревами; у нижній частині — селянин, що випалює в печі вапно. Герб фігурує на печатках, датованих 1823 і 1877 рр.

## Галерея

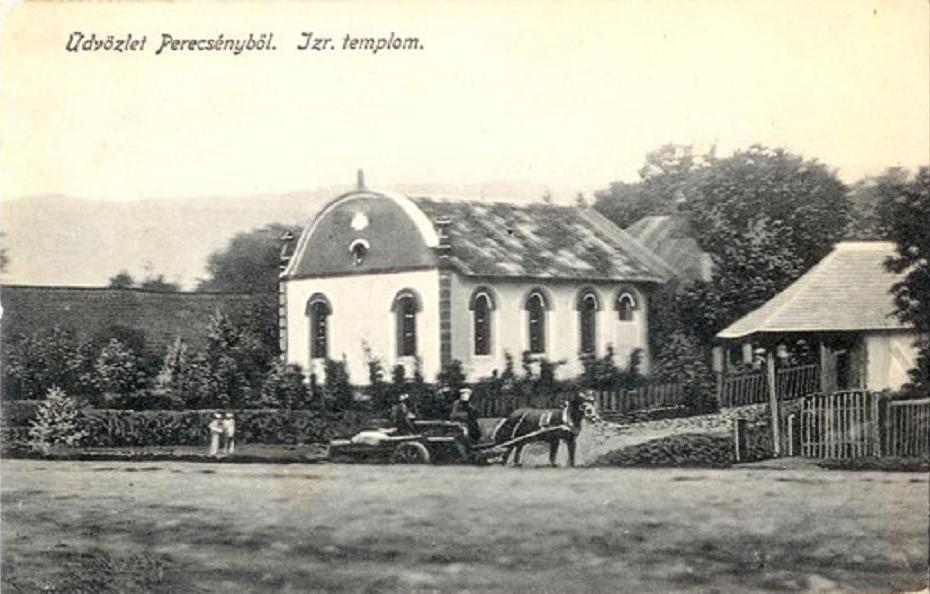
Синагога в Перечині
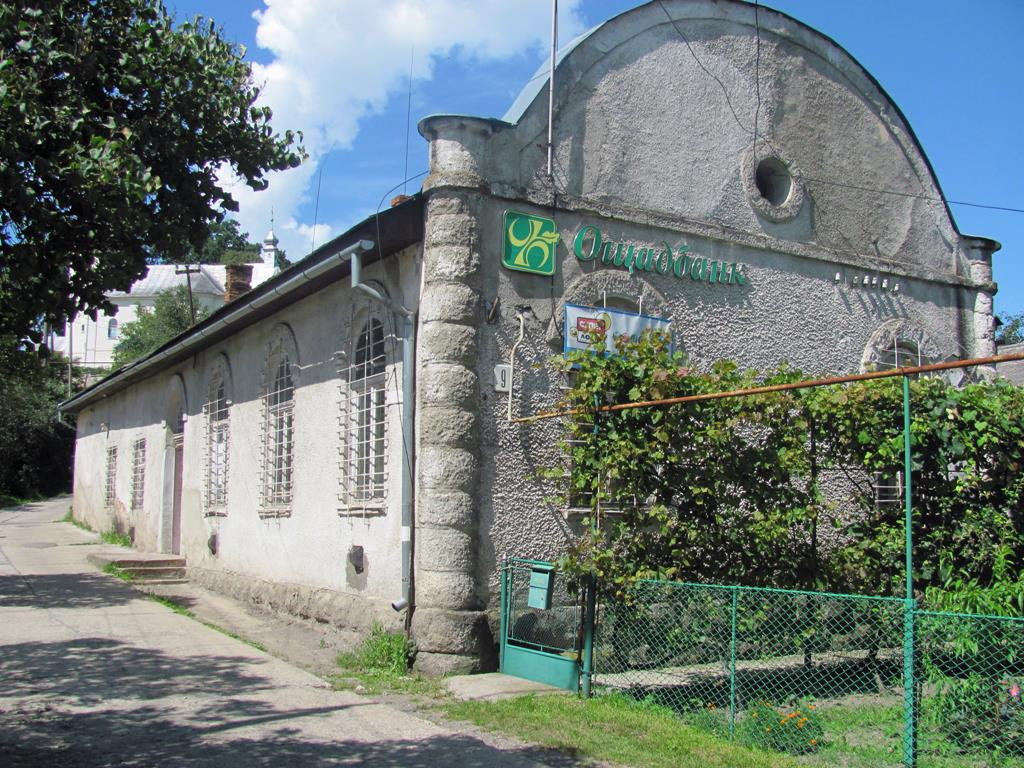
Синагога
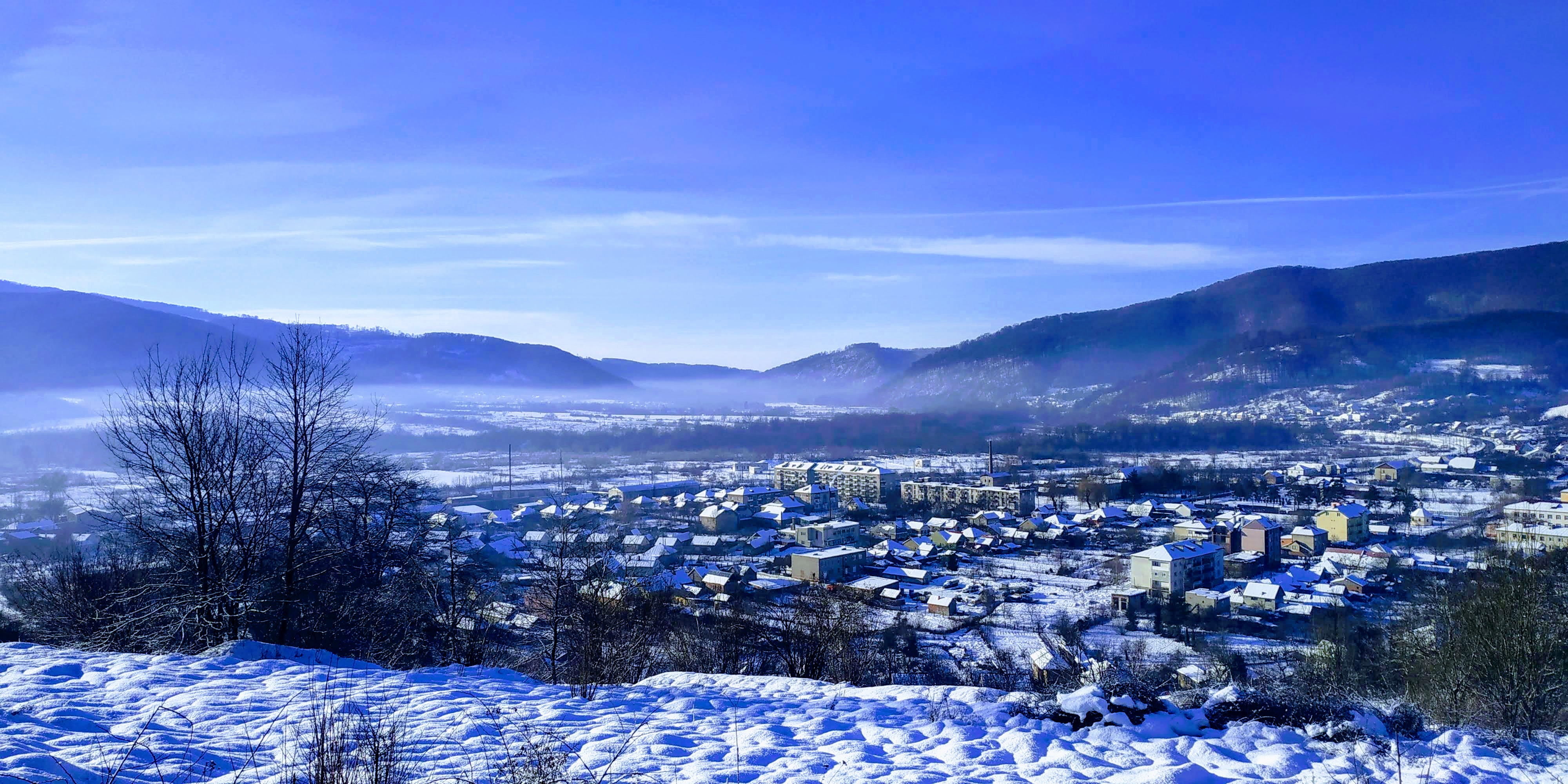
Краєвид на Перечин взимку